# Jan Szmurło
Jan Szmurło (ur. 5 czerwca 1867 w Miedznie, zm. 1 maja 1952 w Łodzi) – polski lekarz, profesor otorynolaryngologii, filozof medycyny, działacz niepodległościowy, Sprawiedliwy wśród Narodów Świata.

## Życiorys
Urodził się w osadzie Miedźnie, w rodzinie Juliana, pisarza gminnego, i Marianny z Zawadzkich. Uczęszczał do Gimnazjum w Siedlcach, następnie kontynuował naukę w Warszawie, początkowo II Progimnazjum, a później w V Państwowym Gimnazjum Męskim, gdzie uzyskał maturę w 1887. Studia lekarskie odbył na Uniwersytecie Warszawskim w latach 1887–1892. Dyplom lekarza uzyskał w 1892 roku cum exima laude. W 1923 roku objął kierownictwo Katedry i Kliniki Otolaryngologii Uniwersytetu im. Stefana Batorego w Wilnie, którą kierował do 1936 roku. Ponadto w 1926 roku został powołany na stanowisko kierownika Oddziału Wziewalnego w Ciechocinku. Był także organizatorem inhalatorium w Druskienikach. W 1927 roku wydał podręcznik Choroby nosa i jamy nosogardłowej. Był zwolennikiem podniesienia znaczenia otorynolaryngologii jako odrębnej gałęzi medycyny. Propagował także ideę uczynienia z otolaryngologii odrębnego przedmiotu w uczelniach medycznych. Dzięki tym staraniom otolaryngologia na Uniwersytecie Wileńskim stała się obowiązkowym przedmiotem nauczania. W klinice stworzył bazę dydaktyczną do nauczania tego przedmiotu. W 1929 roku przy klinice powstała Poradnia Wad Głosu i Mowy. Zorganizował także pracownię do badań nad twardzielą, która w tamtym okresie szczególnie często występowała na Kresach Wschodnich. Opisał nowe metody diagnostyki, rozpoznawania i rodzinnego występowania tej choroby. Był wychowankiem wielu specjalistów otorynolaryngologii. Pozostawił po sobie bogaty dorobek naukowy. Opublikował 4 tomowy podręcznik otolaryngologii, który w 1936 został nagrodzony przez Polską Akademię Umiejętności. W 1936 roku odszedł na emeryturę jako profesor honorowy Uniwersytetu Wileńskiego. Jednak z powodu śmierci swojego następcy prof. T. Wąsowskiego kierował kliniką Otolaryngologii w Wilnie jeszcze w latach 1937–1938. Od 1938 roku pracował w Zakładzie Histologii Uniwersytetu Warszawskiego.
W czasie II wojny światowej prowadził zajęcia z otolaryngologii na tajnym Uniwersytecie Warszawskim. Za swój udział w  ocaleniu żydowskiej dziewczynki, dziesięcioletniej Basi z getta warszawskiego, córki swojego sąsiada z u. Żurawiej, (ukrywała się najpierw u niego, a następnie jego córki), w 1983 r. otrzymał pośmiertnie tytuł Sprawiedliwego wśród Narodów Świata. Podczas Powstania Warszawskiego pełnił funkcję lekarza w szpitalu powstańczym batalionu „Gozdawa” przy ul. Piusa XI i w Szpitalu Sióstr Urszulanek na ulicy Dobrej 55 na Powiślu (obecnie na terenie posesji znajduje się Biblioteka Uniwersytetu Warszawskiego). Po upadku powstania wraz z personelem i pacjentami został wywieziony do Piastowa pod Pruszkowem.
Po wojnie był założycielem i pierwszym kierownikiem Kliniki Laryngologicznej w Łodzi. Jego następcą był jego wychowanek, także z Uniwersytetu St. Batorego w Wilnie prof. Józef Borsuk. W 1947 roku został mianowany kierownikiem inhalatorium i konsultantem naukowym Państwowego Zakładu Zdrojowego w Ciechocinku. W 1949 prof. Szmurło został kierownikiem Katedry Historii Medycyny Uniwersytetu Łódzkiego. Zajmował się także filozofią medycyny i należał do polskiej szkoły filozofii medycyny. Posiadał także tytuł honorowego profesora UŁ.
Był dwukrotnie żonaty: od 1895 z Michaliną z domu Michałowska (1870–1908), od 1916 z Marią Bolesławą z domu Michalczewska (1894–1934), primo voto Skowrońska, śpiewaczka. Z pierwszego małżeństwa miał pięcioro dzieci: Jana Mieczysława (1897–1985), adwokata, Zofię (ur. 1898), lekarza okulistę, Piotra (ur. 1899), inżyniera, Stanisława (1901–1902), Wandę (ur. 1903), handlowca, a z drugiego - córkę Marię Janinę (ur. 1917), chemika.
Zmarł w Łodzi. Został pochowany na cmentarzu Powązkowskim w Warszawie (kwatera 88-6-1,2).

## Ordery i odznaczenia
- Krzyż Komandorski Orderu Odrodzenia Polski – 10 listopada 1933 „za czterdziestoletnią działalność na polu pracy społecznej, naukowej i pedagogicznej”[6]
- Złoty Krzyż Zasługi – 1936
- Medal Niepodległości – 21 kwietnia 1937 „za pracę w dziele odzyskania niepodległości”[7][8][9]
- Odznaka Honorowa Polskiego Czerwonego Krzyża I stopnia
- tytuł Sprawiedliwy wśród Narodów Świata – 1983[10]